# L'Honor-de-Cos
L'Honor-de-Cos är en kommun i departementet Tarn-et-Garonne i regionen Occitanien i södra Frankrike. Kommunen ligger i kantonen Lafrançaise som tillhör arrondissementet Montauban. År 2022 hade L'Honor-de-Cos 1 608 invånare.

## Befolkningsutveckling
Antalet invånare i kommunen L'Honor-de-Cos
| Referens: INSEE |